# Cephalocoema bicentenarii
Cephalocoema bicentenarii är en insektsart som först beskrevs av Piza Jr. och Wiendl 1967.  Cephalocoema bicentenarii ingår i släktet Cephalocoema och familjen Proscopiidae. Inga underarter finns listade i Catalogue of Life.